# ドリダーフス・ファン・ウェスト＝フラーンデレン
ドリダーフス・ファン・ウェスト＝フラーンデレン（Driedaagse van West-Vlaanderen）は例年3月上旬、ベルギー、ウェスト＝フラーンデレン州で開催される、自転車競技、ロードレースのステージレース。UCIヨーロッパツアー2.1カテゴリであった。

## 概要
日本語的に意訳すると、西フラーンデレン3日間（レース）となるので、そのように表記している自転車競技関連Web、雑誌もある。また、当レースは別名、ヨハン・ムセウ・クラシックス（Johan Museeuw Classics）とも呼ばれている。
1945年に開始され、1998年までは、オムロープ・デル・フラームス・アルデネン（Omloop der Vlaamse Ardennen）という名称で行われていた。その後、フルデンスポレントウェーダーフス（Guldensporentweedaagse）の名称を経て、2003年より当名称が用いられている。
2017年より、UCIヨーロッパツアー1.1カテゴリのワンデーレースとなり、ドワルス・ドール・ウェスト＝フラーンデレン (Dwars door West-Vlaanderen) と名称を変更（ドワルス・ドール・フラーンデレンとは異なる）。2018年は開催されたが、2019年は開催されていない。

## 歴代優勝者
| 年   | 優勝者                           |
| ---- | -------------------------------- |
| 1945 | マルセル・キント                 |
| 1946 | ヨセフ・ソメルス                 |
| 1947 | ミシェル・ルミュ                 |
| 1948 | レイモン・アンパニ               |
| 1949 | ノルベール・カラン               |
| 1950 | アルセーン・ライカールト         |
| 1951 | ファレール・オリヴィル           |
| 1952 | クウィック・ファン・ケルクホヴ   |
| 1953 | マルセル・ディルケンス           |
| 1954 | モリス・ブロム                   |
| 1955 | ルネ・メルテンス                 |
| 1956 | フランス・ファン・ローヴェレン   |
| 1957 | ノエル・フォレ                   |
| 1958 | シリエル・ファンボセル           |
| 1959 | ダニエル・デナイス               |
| 1960 | フローラン・ファンポラールト     |
| 1961 | ガブリエル・ボラ                 |
| 1962 | スタッフ・ファンヴァーレンベルフ |
| 1963 | フスターフ・デメ                 |
| 1964 | リュシアン・ハーレンス           |
| 1965 | ベルナール・ファンデケルクホヴ   |
| 1966 | ノエル・ファンクローステル       |
| 1967 | フスターフ・デメ                 |
| 1968 | ウィリー・ファネスト             |
| 1969 | エリック・デ・フラミンク         |
| 1970 | 開催なし                         |
| 1971 | エリック・ルマン                 |
| 1972 | ティノ・タバク                   |
| 1973 | フラン・フェルベーク             |
| 1974 | パトリック・セルキュ             |
| 1975 | パトリック・セルキュ             |
| 1976 | クリス・デ・ビュイスヘル         |
| 1977 | ヘルマン・ベイセンス             |
| 1978 | レオ・ファン・ティーレン         |
| 1979 | ピート・ファン・カトウェイク     |

| 年   | 優勝者                       |
| ---- | ---------------------------- |
| 1980 | ヨハン・ウェレンス           |
| 1981 | フェルディ・ファンデンハウト |
| 1982 | ディルク・ヘイルウェフ       |
| 1983 | リュド・ペータース           |
| 1984 | ウィリアム・タカールト       |
| 1985 | ハンス・ダームス             |
| 1986 | ヨス・リーケンス             |
| 1987 | フランキー・ファン・オイエン |
| 1988 | ミシェル・コルネリス         |
| 1989 | リュク・コライン             |
| 1990 | ディルク・デモル             |
| 1991 | ヘンドリック・ルダン         |
| 1992 | ニコ・フェルフヴェン         |
| 1993 | ニコ・エークハウト           |
| 1994 | ボー・ハンバーガー           |
| 1995 | ヨハン・ムセウ               |
| 1996 | ウィルフリート・ペータース   |
| 1997 | レオン・ファン・ボン         |
| 1998 | イェスパー・スキビュ         |
| 1999 | ウィルフリート・ペータース   |
| 2000 | セルヴァイス・クナーヴェン   |
| 2001 | エリック・デッケル           |
| 2002 | エリック・デッケル           |
| 2003 | ヤーン・キルシプー           |
| 2004 | ロベルト・バルトコ           |
| 2006 | ニコ・エークハウト           |
| 2007 | ジミー・カスペール           |
| 2008 | ボビー・トラクセル           |
| 2009 | ジョニー・ホーヘルラント     |
| 2010 | イェンス・クークレイル       |
| 2011 | ジェシー・サージェント       |
| 2012 | ジュリアン・ヴェルモット     |
| 2013 | クリストフ・ファンデワル     |
| 2014 | ゲルト・ヨーエアール         |
| 2015 | イヴ・ランパールト           |
| 2016 | シーン・デ・ビー             |
| 2017 | ヨス・ファン・エムデン       |
| 2018 | レミ・カヴァニャ             |